# Wignacourttornen

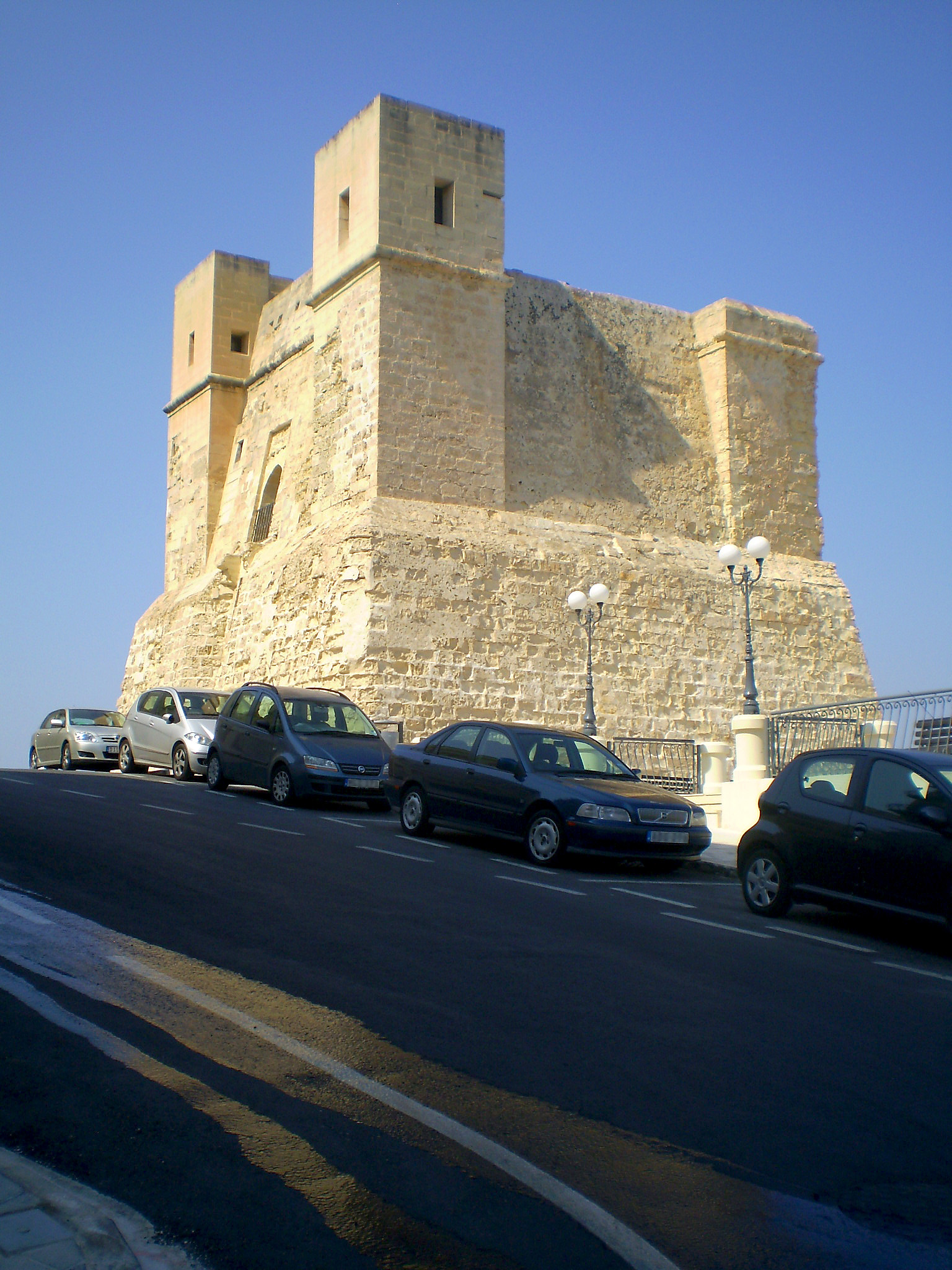
S:t Paul's Bay-tornet.

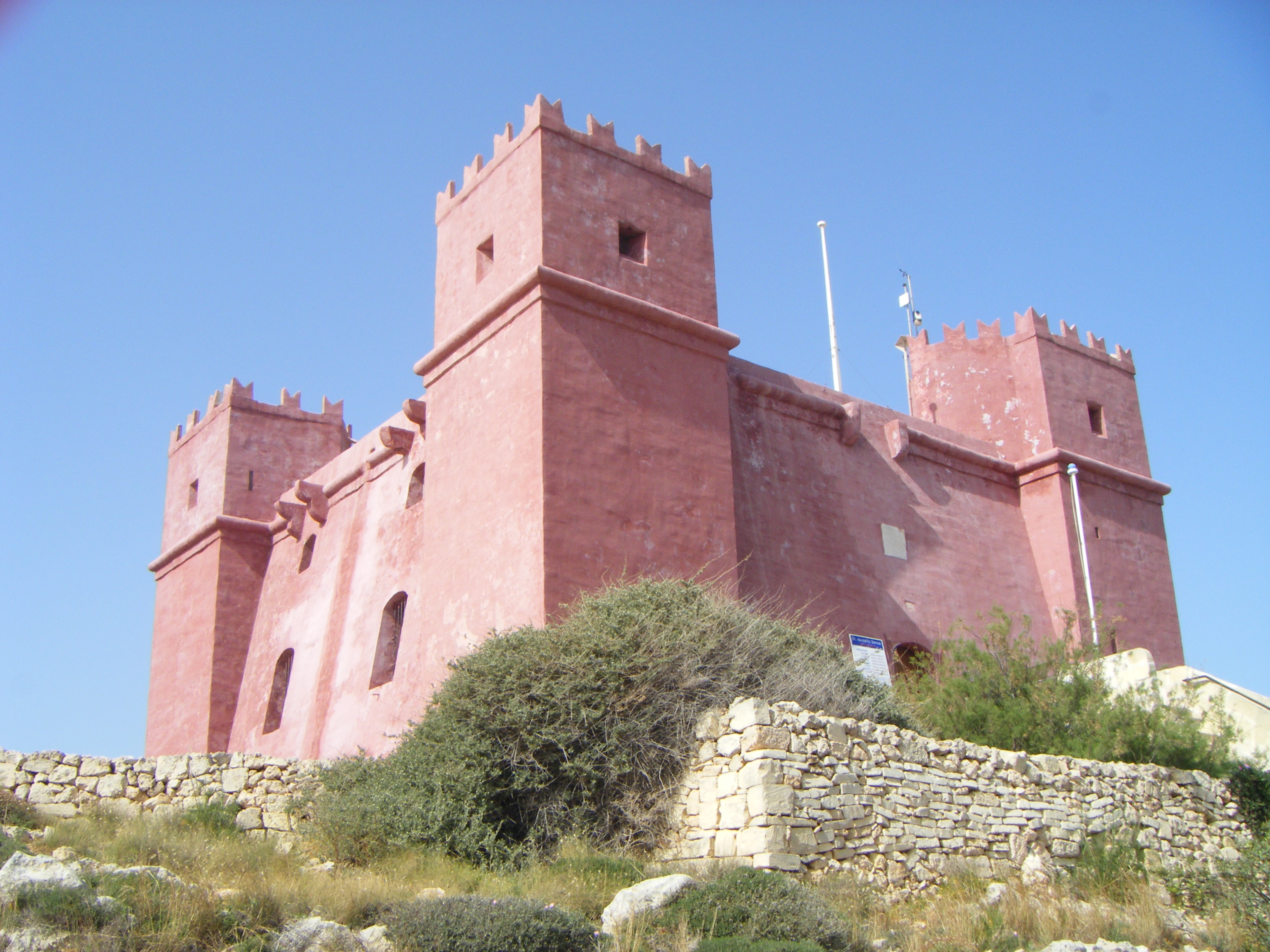
S:t Agathas torn (Röda tornet).

Wignacourttornen är en serie befästningar på Malta, uppförda av Malteserorden på 1600-talet på order av stormästaren Alof de Wignacourt.
Tornens ena syfte var att spana efter slavjagande pirater och varna befolkningen så att de kunde ta sig till närmaste stad och sätta sig i säkerhet innanför stadsmurarna. Det andra syftet var att avskräcka eller bekämpa fientliga krigsfartyg med de kanoner som fanns uppe på och omkring tornet. Tornen hade signalsystem för att varna nästa torn längs kusten, dagtid med flaggor och rök och nattetid med eldar.
Wignacourttornen var de första försvarstornen som byggdes på Malta, de skulle senare komma att efterföljas av ytterligare två serier torn, Lascaristornen och De Redin-tornen. Det byggdes dock ett torn före det första Wignacourttornet, Garzestornet på ön Gozo, bekostat och beordrat av stormästaren Martin Garzes. Tornet blev inte färdigt under hans livstid utan uppfördes 1605, under Alof de Wignacourts regeringstid. Garzestornet revs under 1800-talet då man behövde sten till ett brobygge.
Alof de Wignacourt lät uppföra sex försvarstorn, fyra av dem finns kvar idag.

## Wignacourttornen
1. S:t Paul's Bay-tornet, även kallat Wignacourttornet, Saint Paul's Bay,  var det första av Wignacourts torn, uppfört 1610
2. S:t Lucian-tornet, mellan Marsaxlokk och Birżebbuġa, uppfört 1610-1611.
3. Tomastornet, Marsaskala, uppfört 1614.
4. Marsalforntornet, även kallat Ix-Xaghra-tornet, vid Marsalforn-viken, uppfört 1616. Tornet byggdes nära kanten av en klippa och kollapsade år 1716.
5. S:t Mariatornet, på ön Comino, uppfört 1618.
6. Santa Maria delle Grazie-tornet, vid Xghajra, uppfört 1620. Tornet revs i slutet av 1800-talet.

S:t Agathas torn, även kallat Röda tornet, på Marfa-höjden norr om Mellieha, uppfört 1649, räknas ibland till Wignacourttornen. Det uppfördes dock efter Wignacourts tid av stormästaren Juan de Lascaris-Castellar, men tornet är byggt i Wignacourtstil.